# Protea magnifica
Protea magnifica (лат.) — кустарник, вид рода Протея (Protea) семейства Протейные (Proteaceae), эндемик Южной Африки. Protea magnifica имеет вторую по величине цветочную головку после королевской протеи P. cynaroides (протея артишоковая).

## Таксономия
Международный указатель научных названий растений приписывает авторство Protea magnifica Генри Кренке Эндрюсу, но Южноафриканский национальный институт биоразнообразия приписывает его Иоганну Генриху Фридриху Линку.

## Ботаническое описание
Protea magnifica — прямостоячий или раскидистый куст, достигающий 2,5 м в высоту. Соцветия представляют собой специализированные структуры, называемые псевдантией, также известные как цветочные головки, содержащие сотни редуцированных цветков, называемых соцветиями. Это однодомное растение, оба пола встречаются в каждом цветке. Цветёт весной, с июня по январь. Плод, содержащий семя, хранится на старой засохшей плодоножке, который постоянно сохраняется на растении.

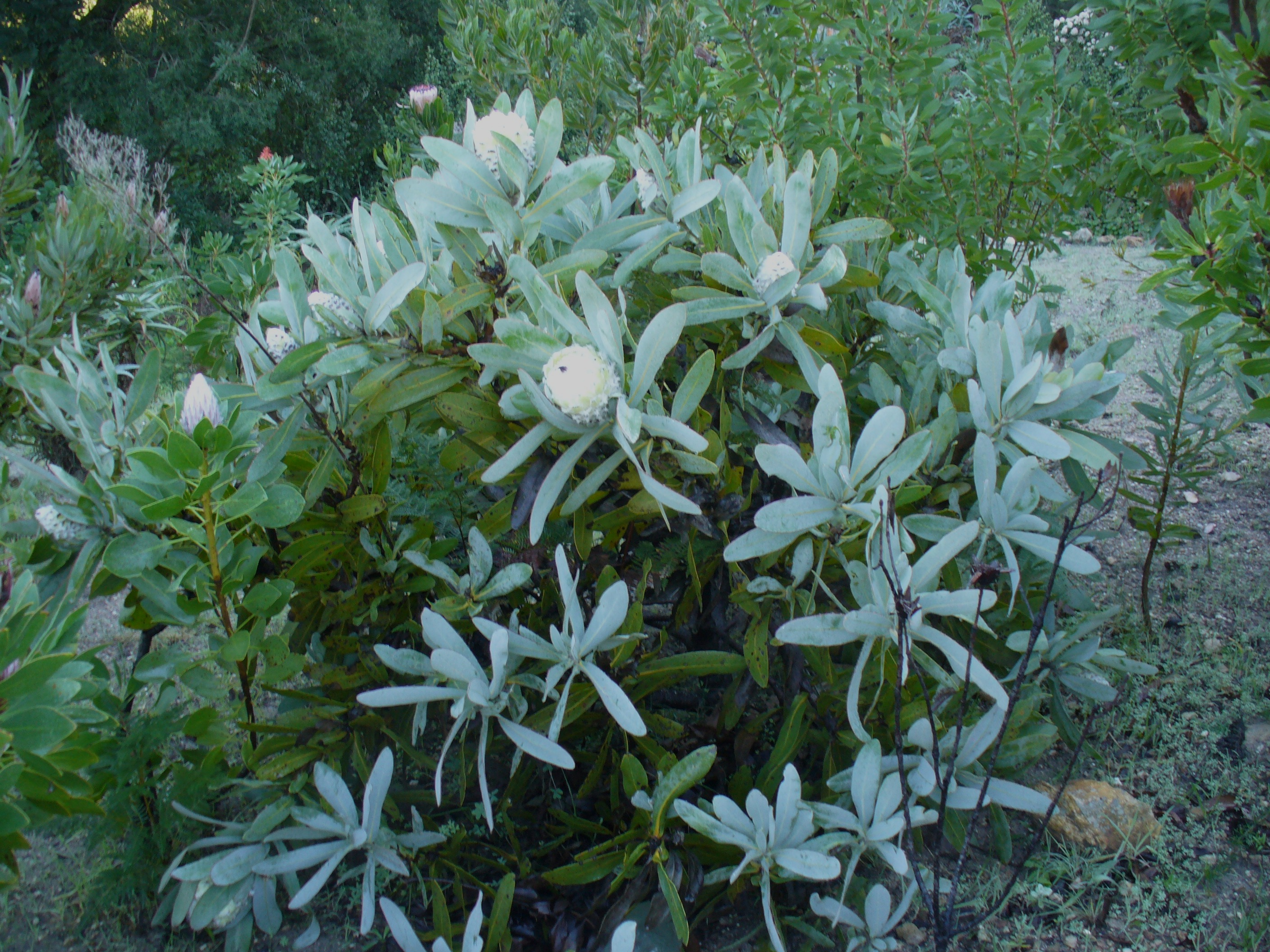
Общий вид
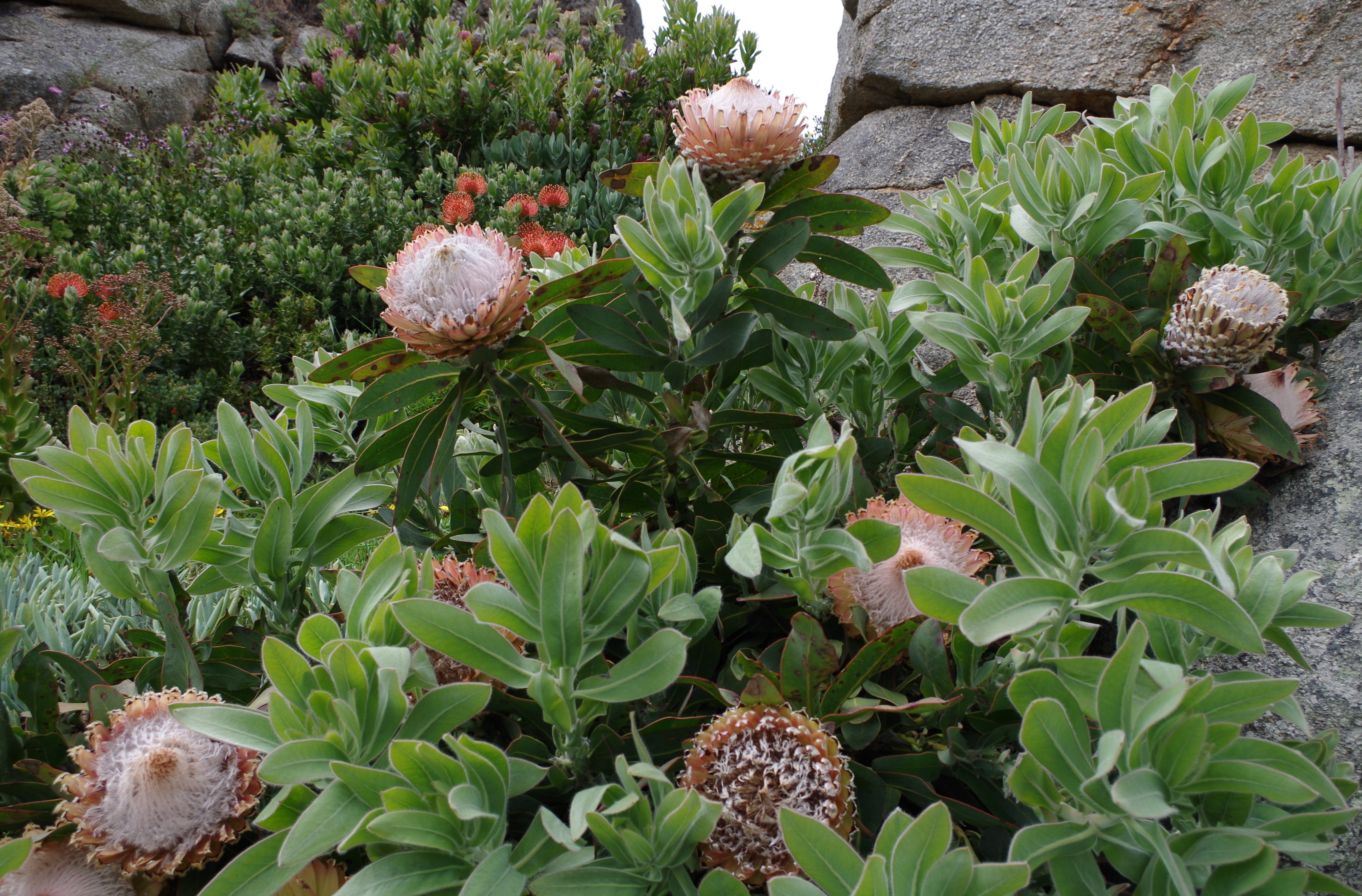
В саду
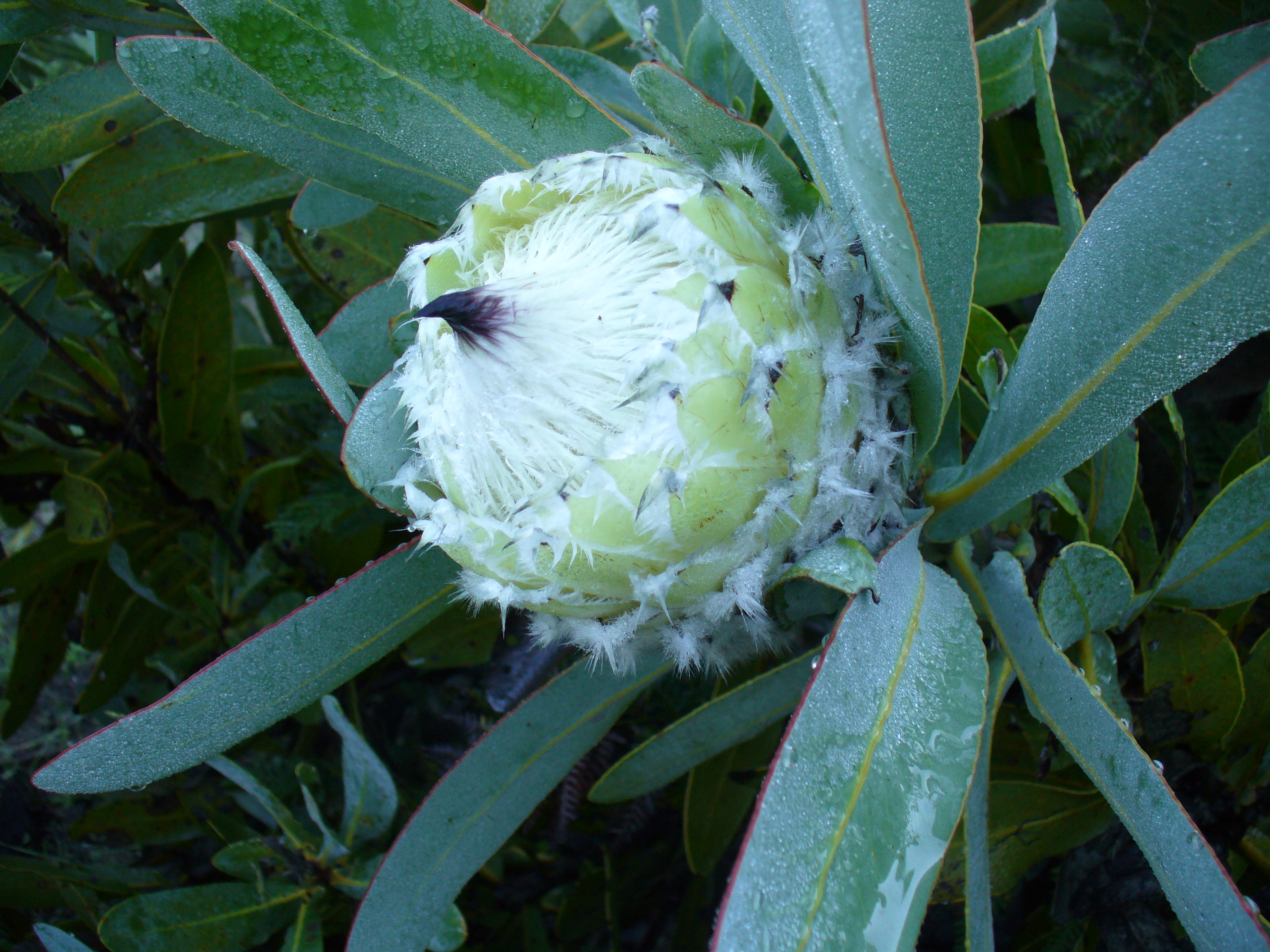
Бутон
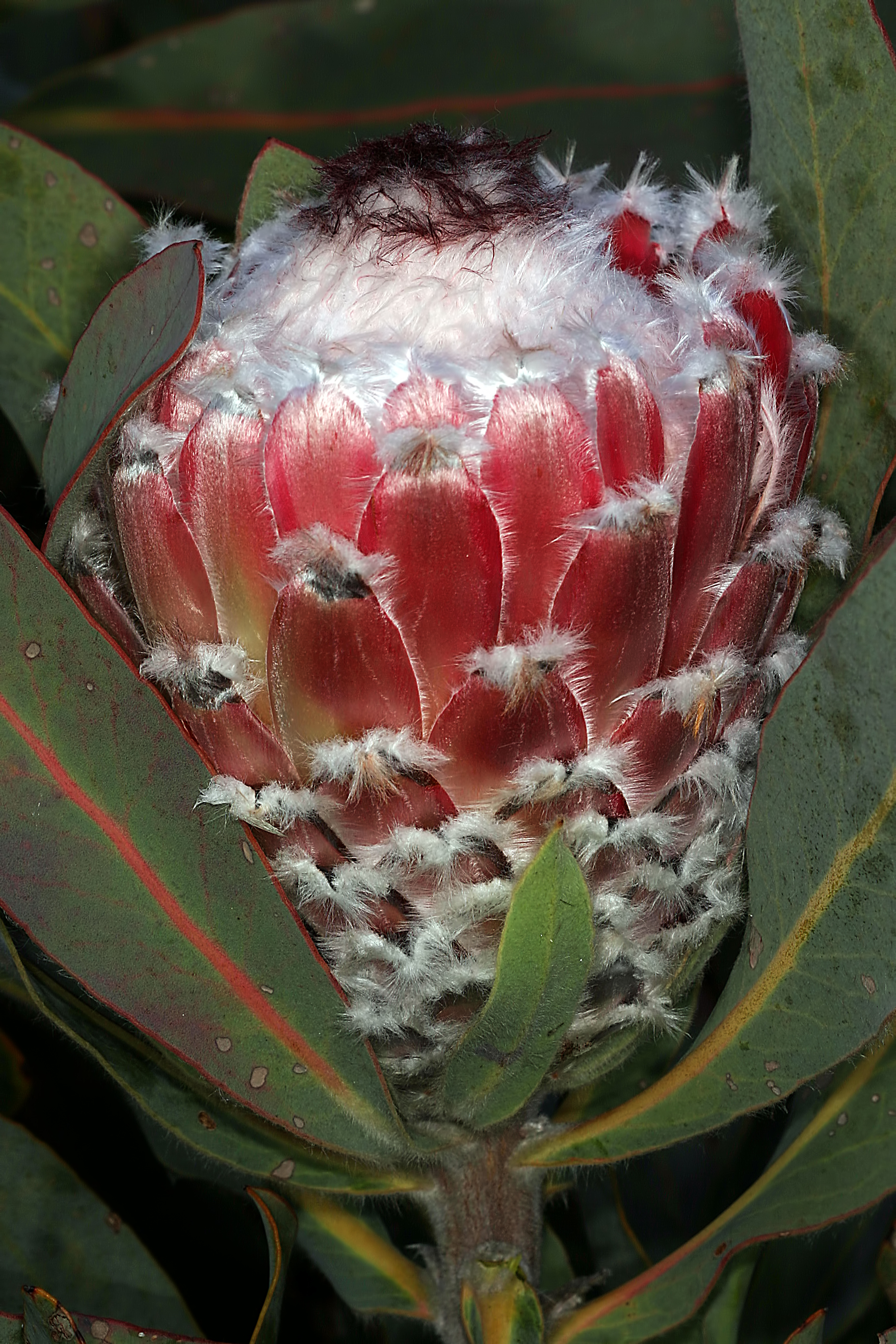
Соцветие

## Распространение и местообитание
Protea magnifica — эндемик Западно-Капской провинции Южной Африки. Встречается от гор Куэ-Боккевельда до хребтов Готтентотс-Голланд, Кляйн-Свартберг, Ривьерсонденд, Стелленбос и центральных горных хребтов Лангеберх. Лангеберх (горы)ид пространственно разделён на изолированные популяции. Растёт высоко в горах на горячих, сухих горных склонах у линии снегов, на высоте от 1200 до 2700 м. Встречается исключительно в среде обитания финбош, но во многих различных его подтипах. Обычно растёт на почве из песчаника, но иногда может расти и на кварците.

## Экология
Опыляется птицами. Периодические лесные пожары уничтожают взрослые растения, но семена могут пережить. При высвобождении семена разносятся ветром.

## Охранный статус
Вид классифицируется как «вызывающий наименьшие опасения», численность его популяции считается стабильной.